# Saltkontoret
Saltkontoret var en halvstatlig inrättning i Stockholm 1750-1762 med syfte att stabilisera tillgången till salt i Sverige och främja sjöfarten. Kontoret tog ut en särskild saltskatt med 1 daler kopparmynt (dkm) per tunna salt som importerades.
På förslag från saltgrossister och skeppsredare tillsatte Kungl. Majestät en utredning varefter saltkontoret startade den 1 juli 1750. Av tolv deputerade skulle fyra vara styresmän. Kontoret skulle bland annat se till att priset på salt hölls vid högst 18, maximalt 19 dkm i Stockholm.
Kontoret bedrev omfattande marknadsoperationer genom stora inköp av salt som lagrades för senare försäljning, däribland återexport till främst östersjöländer. Saltinköp finansierades genom lån i riksbanken till förmånliga villkor. Saltkontorets verksamhet gav överskott som till stor del tillföll dess ledande styresmän. Efter att kontoret inte kunnat hindra prisstegring på salt (i fasta priser), och även sålt ut hela saltlagret, upphörde verksamheten. Under slutet av 1760-talet utreddes saltkontorets ekonomiska förehavanden, dock utan att någon ställdes till ansvar.
Saltkontoret  hade lokaler på Skeppsbron och lagerutrymmen huvudsakligen på Södermalm. Från 1774 sköttes saltlagringen av Kommerskollegium.